# プチエンジェル事件
プチエンジェル事件（ぷちえんじぇるじけん）は、2003年（平成15年）7月に東京都赤坂にあるウィークリーマンション一室で起きた、小学6年生の少女4人が誘拐・監禁された事件。プチエンジェルとは犯人が経営していた児童買春デートクラブの名称または会社名である。

## 経緯
犯人は無店舗型の非合法の未成年者デートクラブ「プチエンジェル」を経営。女子高生数人をスカウトとして雇い、渋谷や新宿で「カラオケ5,000円、下着提供10,000円、裸体撮影10,000円」などと書かれたチラシを配ってローティーンの少女を勧誘し、男性客に斡旋、その他わいせつビデオの販売も合わせて多額の利益を得ていた。また本人も過去に買春で逮捕歴があり執行猶予中だった。
- 2003年7月上旬、少女のうちの1人が渋谷で勧誘され、「会ってくれたお礼」として犯人から金をもらう。犯人からは「いつでもおいで」といわれており、以降も携帯電話で連絡を取っていた。
- 同月11日、犯人は所有していたフェラーリ2台を売却する。また、犯人とは別の人物が赤坂のウィークリーマンションの部屋を契約する。部屋は最上階11階の2LDKで、費用は犯人が払った。
- 翌12日、犯人は都内の量販店でポリタンクや鉄アレイを購入。この際に練炭や七輪も購入したとみられている。
- 13日、少女4人は犯人から「部屋を1万円で掃除してほしい」と誘われ、渋谷駅前で待ち合わせて、タクシーで赤坂のマンションに連れて行かれる。マンションで掃除を始めると「ここに来た意味わかるよね」と犯人の態度が豹変。手錠と目隠しをされて監禁された。2人が逃げようとするが失敗、手錠にポリタンクや鉄アレイを付けられて逃げられないようにされスタンガンで脅された。同日深夜 家族から警察に捜索願いが出される。
- 15日、マスコミで少女が行方不明になったと報道される。
- 16日午前、警視庁は犯人の逮捕状を2002年3月に中学2年の少女を買春した容疑で請求。捜査員が犯人の住所付近で聞き込みを始める。同日朝9時頃、犯人はリビングでテント状にしたビニールの中に入り、七輪で練炭自殺を図り死亡した。
- 17日、物音が聞こえなくなったのを見計らい、少女の1人が手錠をはずして脱出、外に出て近くの花屋に助けを求める。駆けつけた警察官が4人を保護、犯人の死亡を確認。事件を受けて翌日には渋谷で一斉補導が行われ、少年少女1,500人以上が補導された。

## その他
遺書もなく犯人が自殺したため犯行の動機は分かっていない。その後の捜査によって、犯人が借りていた埼玉県久喜市のアパートから1,000本以上のビデオテープと2,000名に及ぶ顧客リストが押収された。しかしその多くが偽名であったことを理由に捜査は打ち切られ、その背後にあるとされたデートクラブ絡みの疑惑は真偽不明のまま終わっている。
犯人の父親は元・朝日新聞西部本社社会部長であった。
参議院議員であった鴻池祥肇（当時：防災担当大臣）は、2003年7月18日の衆議院予算委員会にて、「少女4人も、加害者か被害者か分からない」という答弁を行った。鴻池は藤井孝男委員長から発言の真意を問いただされ、発言を撤回した。